# Partenze
Partenze (titolo internazionale: Departures) è un cortometraggio del 2018 diretto da Nicolas Morganti Patrignani e scritto da Stefania Autuori, prodotto da REA Film e Roma Film Academy.

## Trama
Ludovico deve accettare la dura scelta della moglie malata di porre fine alle sue sofferenze. Sarà proprio lui che la aiuterà nel suo intento, ma ci vorrà del tempo per fargli trovare il coraggio di rivelare alla propria figlia, attraverso i ricordi, il suo ultimo, disperato gesto d’amore.

## Distribuzione
Il cortometraggio è stato distribuito attraverso la piattaforma streaming Amazon Prime Video.

## Accoglienza
Oltre ai festival in cui il film ha ottenuto dei riconoscimenti, i protagonisti del film hanno raccolto candidature anche presso l'UNDO Divergent Film Award, il FirstGlance Film Festivals di Philadelphia, il Phlegraean Film Festival, l'IveliseCineFestival

## Riconoscimenti
- 2018 - Fotogramma d'Oro Film Festival 
  - Best Actor[4]
- 2018 - React Film Festival
  - Best Actor[5]
  - Best actress
  - Candidatura Best Short
  - Candidatura Best Screenplay
- 2018 - San Benedetto Film Festival
  - Best Short Film[6]
  - Best Short Film (popular jury)
- 2018 - Picentia Film Festival
  - Best Drama Short[7]
- 2018 - Marenia Audiovisual Festival
  - Best Actor
  - Best actress
- 2018 - Wag Film Festival
  - Winner Nuove Prospettive[8]
- 2018 - Sarno Film Festival
  - Best Short Film[9]
- 2018 - Around International Film Festival Barcelona
  - Best Student Film
  - Best Actor
- 2018 - Corti di Lunga Vita
  - 2° Best Short Film[10]
- 2018 - Valle d'Itria Corto Festival
  - Best Performance[11]
  - Best Short Film (popular jury)
- 2018 - Short to the Point
  - Best Young Director[12]
- 2018 - Top Indie Film Awards
  - Best Student Film
  - Best Actor
  - Candidatura Best Cinematography
  - Candidatura Best Editing
  - Candidatura Best Music
- 2018 - Moscow Shorts International Film Festival
  - Best Student Film
- 2018 - Rome Independent Prisma Awards
  - Best Supporting Actress
- 2018 - Calcutta International Cult Film Festival
  - Outstanding Achievement Award[13]
- 2018 - Padova 4th Wall Indie Filmmaker Festival
  - Best Drama Performance
- 2018 - Incontro IlCorto
  - Winner "Tutti uguali tutti diversi"
- 2018 - Lightning Cut Film Festival
  - Best Actor
- 2019 - BFI Future Film Festival (London)
  - Best International Short Film[14]
- 2019 - Youth Cinema Network (Slovenia e Germania)
  - Best International Short Film[15]